# GSC8687-1548
GSC8687-1548 — хімічно пекулярна зоря спектрального класу A2, що має видиму зоряну величину в смузі V приблизно 10,6.